# Хрістіна Пападакі
Хрістіна Пападакі (нар. 24 лютого 1973) — колишня грецька тенісистка.
Найвищу одиночну позицію світового рейтингу — 72 місце досягла 10 травня 1999, парну — 75 місце — 5 липня 1999 року.
Здобула 5 одиночних та 1 парний титул.
Найвищим досягненням на турнірах Великого шолома було 2 коло в одиночному та парному розрядах.
Завершила кар'єру 1999 року.

## Фінали турнірів WTA

### Одиночний розряд:1 поразка
| Легенда           |
| Tier I (0–0)      |
| Tier II (0–0)     |
| Tier III (0–0)    |
| Tier IV & V (0–1) |

| Результат | W/L | Дата     | Турнір                            | Покриття | Суперниця       | Рахунок  |
| --------- | --- | -------- | --------------------------------- | -------- | --------------- | -------- |
| Поразка   | 0–1 | Лют 1999 | Copa Colsanitas Santander, Bogota | Ґрунт    | Фабіола Сулуага | 1–6, 3–6 |

### Парний розряд:1 перемога
| Легенда           |
| Tier I (0–0)      |
| Tier II (0–0)     |
| Tier III (0–0)    |
| Tier IV & V (1-0) |

| Результат | W/L | Дата     | Турнір                  | Покриття | Партнерка      | Суперниці                    | Рахунок  |
| --------- | --- | -------- | ----------------------- | -------- | -------------- | ---------------------------- | -------- |
| Перемога  | 1–0 | Лют 1999 | Copa Colsanitas, Bogota | Ґрунт    | Седа Норландер | Лаура Монтальво Паола Суарес | 6–4, 7–6 |

## Фінали ITF
| Легенда          |
| ---------------- |
| турніри $100,000 |
| турніри $75,000  |
| турніри $50,000  |
| турніри $25,000  |
| турніри $10,000  |

### Одиночний розряд (5–4)
| Результат | Ранг | Дата            | Турнір                               | Покриття   | Суперниця             | Рахунок       |
| --------- | ---- | --------------- | ------------------------------------ | ---------- | --------------------- | ------------- |
| Поразка   | 1.   | 7 січня 1991    | Мідленд (Мічиган), США               | Тверде (i) | Джессіка Еммонс       | 5–7, 2–6      |
| Поразка   | 2.   | 17 липня 1995   | Гечо, Іспанія                        | Ґрунт      | Гала Леон Гарсія      | 3–6, 4–6      |
| Поразка   | 3.   | 18 лютого 1996  | Калі (місто), Колумбія               | Ґрунт      | Генрієта Надьова      | 2–6, 6–7      |
| Перемога  | 1.   | 12 жовтня 1997  | Тампіко, Мексика                     | Тверде     | Седа Норландер        | 6–3, 6–4      |
| Поразка   | 4.   | 5 квітня 1998   | Афіни, Греція                        | Ґрунт      | Кіра Надь             | 5–7, 6–2, 3–6 |
| Перемога  | 2.   | 10 травня 1998  | Мідлотіан, США                       | Ґрунт      | Марія Паола Дзавальї  | 7–5, 6–4      |
| Перемога  | 3.   | 24 травня 1998  | Спартанбург (Південна Кароліна), США | Ґрунт      | Трейсі Алмеда-Сінгіан | 6–3, 6–0      |
| Перемога  | 4.   | 13 вересня 1998 | Мехіко, Мексика                      | Тверде     | Седа Норландер        | 6–3, 6–1      |
| Перемога  | 5.   | 18 жовтня 1998  | Сан-Паулу, Бразилія                  | Тверде     | Франческа Ск'явоне    | 4–6, 6–4, 6–2 |

### Парний розряд (9–5)
| Результат | Ранг | Дата              | Турнір                    | Покриття  | Партнерка              | Суперниці                             | Рахунок          |
| --------- | ---- | ----------------- | ------------------------- | --------- | ---------------------- | ------------------------------------- | ---------------- |
| Поразка   | 1.   | 28 вересня 1992   | Афіни, Греція             | Ґрунт     | Хрістіна Захаріду      | Евеліне Дюлленс Аннелі Орнстедт       | 2–6, 4–6         |
| Поразка   | 2.   | 29 листопада 1993 | Гавр, Франція             | Ґрунт (i) | Джулі Стівен           | Ленка Немечкова Людмила Ріхтерова     | 1–6, 6–7         |
| Перемога  | 1.   | 24 липня 1994     | Солсбері (Меріленд), США  | Тверде    | Марезе Жубер           | Лізель Губер Мотідзукі Хіроко         | 3–6, 6–1, 6–4    |
| Перемога  | 2.   | 20 лютого 1995    | Ньюкасл-апон-Тайн, Англія | Килим (i) | Седа Норландер         | Сандра Клейнова Людмила Вармужова     | 7–6(3), 6–3      |
| Поразка   | 3.   | 27 лютого 1995    | Саутгемптон, Англія       | Килим (i) | Седа Норландер         | Домінік Монамі Андреа Темешварі       | 4–6, 2–6         |
| Перемога  | 3.   | 24 липня 1996     | Вальядолід, Іспанія       | Ґрунт     | Луїс Флемінг           | Глорія Піццікіні Сара Вентура         | 1–6, 6–2, 7–5    |
| Перемога  | 4.   | 25 лютого 1996    | Богота, Колумбія          | Ґрунт     | Мерседес Пас           | Віраг Чурго Катержина Крупова-Шишкова | 7–6, 6–2         |
| Перемога  | 5.   | 19 травня 1996    | Афіни, Греція             | Ґрунт     | Лізель Горн            | Анджела Леттьєр Коріна Мораріу        | 7–5, 6–2         |
| Поразка   | 4.   | 18 серпня 1996    | Бронкс, США               | Тверде    | Лізель Горн            | Нанне Дальман Клер Вуд                | 2–6, 3–6         |
| Перемога  | 6.   | 23 лютого 1997    | Богота, Колумбія          | Ґрунт     | Седа Норландер         | Лаура Монтальво Мерседес Пас          | 7–6, 4–6, 7–5    |
| Поразка   | 5.   | 23 серпня 1998    | Бронкс, США               | Тверде    | Сара Пітковскі-Малькор | Жулі Пуллен Лорна Вудрофф             | 3–6, 1–6         |
| Перемога  | 7.   | 13 вересня 1998   | Мехіко, Мексика           | Тверде    | Седа Норландер         | Селесте Контін Джессіка Фернандес     | 6–3, 6–1         |
| Перемога  | 8.   | 4 жовтня 1998     | Салоніки, Греція          | Ґрунт     | Елені Даніліду         | Людмила Черванова Магдалена Кучерова  | 7–6(5), 4–6, 7–5 |
| Перемога  | 9.   | 18 жовтня 1998    | Сан-Паулу, Бразилія       | Ґрунт     | Седа Норландер         | Аліче Канепа Антонелла Серра-Дзанетті | 6–3, 6–7, 7–6    |